# Leka I. Zogu Albánský
Leka, korunní princ albánský, nebo Leka I. Zogu (* 5. dubna 1939, Tirana – 30. listopadu 2011, tamtéž), byl jediný syn krále Ahmeta I. Zogu a jeho manželky královny Geraldiny Apponyiové. Při svém narození byl titulován jako korunní princ Skander. Leka byl pretendentem albánského trůnu a albánskými monarchisty a některými médii byl označován jako Král Leka I. Po jeho smrti se stal hlavou rodu a pretendetem trůnu jeho jediný syn princ Leka.

## Rodina a dětství
Král Zog albánský byl donucen k opuštění země pouhé dva dny po narození korunního prince Leky z důvodu italské invaze do Albánie. Krátce poté byl na albánském trůně nahrazen Viktorem Emanuelem III. – za tuto akci se italský král později omluvil. Hrabě Ciano, italský Mussoliniho ministr zahraničí, přicestoval okamžitě po invazi. Při prohledávání paláce v Tiraně našel 'porodní místnost' v královnině apartmá. Když spatřil hromádku pláten na podlaze, zbarvených placentou, kopl hromádku přes celou místnost a zvolal: „Ta havěť unikla!“.
Korunní princ Leka od začátku života pobýval v několika zemích. Po cestách Evropou se královská rodina usadila v Anglii, nejprve v hotelu Ritz v Londýně, poté se po krátké době přestěhovala v roce 1941 do Sunninghillu poblíž Ascotu v Berkshire, a poté téhož roku do Parmoor House v Parmoor, poblíž Friethu.
Po válce se král Zog, královna Geraldine a princ Leka dočasně přemístili do Egypta, kde je v královském paláci přijal král Farúk I.

## Skon
Korunní prince Leka zemřel 30. listopadu 2011 v nemocnici matky Terezy v Tiraně.